# 원재
원재(圓材, spar)란 범선에서 사용되는 목재 또는 금속 등 재질의 작대기로, 돛대, 활대 따위를 말한다.
원재는 돛을 운반하거나 지지하기 위해 범선의 장비에 사용되는 목재, 금속 또는 탄소 섬유와 같은 경량 재료의 기둥이다. 여기에는 돛을 전개하고 압축 및 굽힘력에 저항하는 역할을 하는 야드, 붐 및 마스트와 더불어 바우스프릿 및 스피니커 폴이 포함된다.
항해 시대의 더 큰 선박에서는 여분의 원재를 함께 묶어 경갑판(spar deck)으로 알려진 임시 표면을 제공할 수 있다.